# Nachthymnen (From the Twilight Kingdom)
Nachthymnen (From the Twilight Kingdom) è il secondo album in studio del gruppo musicale Abigor, pubblicato il 1995 dalla Napalm Records. 

## Tracce
1. Unleashed Axe-Age – 6:23
2. Scars in the Landscape of God – 6:14
3. Reborn Through the Gates of Three Moons – 6:04
4. Dornen – 4:37
5. As Astral Images Darken Reality – 3:56
6. The Dark Kiss – 5:45
7. I Face the Eternal Winter – 4:35
8. Revealed Secrets of the Whispering Moon – 5:21
9. A Frozen Soul in a Wintershadow – 6:03

## Formazione
- Silenius - voce
- Peter Kubik - chitarra, tastiere
- Thomas Tannenberger - batteria, chitarra, basso